# Ищенко, Александр Валерьянович
Алекса́ндр Валерья́нович И́щенко (3 апреля 1939, Биробиджан — 6 декабря 2014, Иркутск) — советский и российский театральный актёр, режиссёр и педагог. Заслуженный деятель искусств России (2007).

## Биография
Родился 3 апреля 1939 года в Биробиджане.
Окончил Биробиджанское художественное училище, затем — актёрский факультет Днепропетровского театрального училища. Служил артистом в драматическом театре Кривого Рога.
Окончил Харьковский театральный институт, получив специальность театрального режиссёра. По приглашению Г. А. Товстоногова стажировался в ленинградском БДТ им. М. Горького.
В 1968—1969 годах работал режиссёром на Сахалине. Был исключён из КПСС за чтение и хранение книг запрещённых авторов (Солженицын, Набоков, Булгаков) и уволен (за «антисоветскую пропаганду» грозило лишение свободы на срок от 3 до 5 лет). Уехал в Москву. В 1970 году ставил спектакли в Томском областном драматическом театре под псевдонимом Шишкин (по фамилии матери), взятом по совету первого секретаря Томского обкома КПСС Е. К. Лигачёва.
В 1980—1981 годах работал в Иркутском ТЮЗе. В 1981—1985 годах — главный режиссёр Семипалатинского русского драматического театра имени Ф. Достоевского, с июля 1985 года — главный режиссёр Новокузнецкого драматического театра имени С. Орджоникидзе.
В 1988—2007 годах — режиссёр-постановщик Иркутского ТЮЗа.
С 2007 года — главный режиссёр Иркутского академического театра драмы имени Н. П. Охлопкова.
Преподавал в Иркутском театральном училище.
Умер 6 декабря 2014 года в Иркутске.

### Семья
Жена, Людмила Ивановна Стрижова — народная артистка РФ.

## Творчество
Ставил спектакли в Южно-Сахалинске, Томске, Новокузнецке, Калининграде, Советске, Семипалатинске, Алма-Ате, Благовещенске, Тынде.
Спектакль «Прощание с Матёрой» по В. Распутину, поставленный А. Ищенко на сцене Иркутского ТЮЗа, стал лауреатом I Международного театрального форума «Золотой Витязь» (Москва, 2003) и IV Всероссийского театрального фестиваля современной драматургии имени А. Вампилова (Иркутск, 2003), дипломантом VI Всероссийского театрального фестиваля «Актёры России — Михаилу Щепкину» (Белгород, 2005).

### Роли в театре
Криворожский театр драмы и музыкальной комедии
- «Сержант милиции» по повести И. Лазутина — деревенский паренёк;
- «Снежок» В. Любимовой;
- «Свидания у черёмухи» А. К. Ларева — свинарь.

### Театральные постановки
Криворожский театр драмы и музыкальной комедии
- «Дальняя дорога» А. Арбузова.

Иркутский ТЮЗ
- 1974 — «Трень-брень» по пьесе Р. Погодина
- 1980 —  «Пора тополиного пуха» Сергеева
- 2003 —  «Прощание с Матёрой» по повести В. Распутина

Семипалатинский русский драматический театр им. Ф. Достоевского
- «Все в саду» Э. Олби.

Иркутский академический драматический театр имени Н. П. Охлопкова
- 1981 — «Живи и помни» В. Г. Распутина
- 1995 —  «А зори здесь тихие» по повести Б. Васильева
- 2008 —  «Последний срок» по повести В. Распутина
- «Деревья умирают стоя» А. Касоны;
- «Правда хорошо, а счастье лучше» А. Н. Островского;
- «Ретро» А. М. Галина;
- «Безымянная звезда» М. Себастьяна;
- «Любовный круг» С. Моэма;
- «Прекрасное воскресенье для пикника» Т. Уильямса;
- «Прошлым летом в Чулимске» А. Вампилова;
- «Ромео и Джульетта» У. Шекспира;
- «Изобретательная влюблённая» Лопе де Вега;
- «До третьих петухов» В. М. Шукшина;
- «Прощание в июне» А. Вампилова;
- «Дорогой Саша» В. Жемчужникова;
- «Любовь и голуби» В. Гуркина;
- «Укрощение строптивой» У. Шекспира;
- «Странная миссис Сэвидж» Дж. Патрика;
- «Дон Жуан в Севилье» М. Самойлова;
- «Точка зрения».

для детей:
- «Вождь краснокожих»;
- «Сестрица Алёнушка и братец Иванушка»;
- «Маленький принц»;
- «Пеппи Длинныйчулок»;
- «Морозко»;
- «Шишок»;
- «Праздник кота Варфоломея».

### Живопись
Писал этюды, натюрморты, часть из которых была продана в Лондоне (Королевский выставочный зал), в иркутском салоне. Работы хранятся в частных коллекциях в Америке, Англии, Израиле, Японии, Китае, Германии, Чехословакии.

## Награды
- премия губернатора Иркутской области (1996) — за спектакль «А зори здесь тихие» по повести Бориса Васильева;
- звание «Ветеран труда»;
- знак «За достижения в культуре» (2003);
- лауреат Международного театрального форума «Золотой витязь»:
  - за постановку «Прощание с Матерой» по повести Валентина Распутина (2003);
  - за спектакль «Такая любовь» по рассказам Василия Шукшина (2005).
- Заслуженный деятель искусств России (2007)[1].